# Pronephrium balabacensis
Pronephrium balabacensis är en kärrbräkenväxtart som beskrevs av P.M.Zamora och Co. Pronephrium balabacensis ingår i släktet Pronephrium och familjen Thelypteridaceae. Inga underarter finns listade.